# 法律上の身柄拘束処分の一覧
法律上の身柄拘束処分の一覧（ほうりつじょうの みがらこうそくしょぶんの いちらん）は、日本において、法律上、適法に身柄を拘束することができる場合の一覧。

## 通常の刑事手続による身柄拘束

### 犯罪の嫌疑を受けているにすぎない者に対する身柄拘束
逮捕
逃亡・罪証隠滅防止のために、まだ裁判を受けていない被疑者の身柄を、強制的に短期間拘束する処分
勾留
逃亡・罪証隠滅防止のために、まだ裁判を受けていない被疑者・被告人の身柄を、ある程度の長期間にわたって刑事施設（拘置所）に拘束する処分。運用上、捜査段階では代用刑事施設である留置場に拘束される例が多い。捜査段階で逮捕に引き続いて行われ、公判段階にかけて継続する。もしくは、在宅中の（保釈を除く）公判段階の勾引からの移行による継続である。
鑑定留置
心神又は身体を鑑定するために被告人または被疑者を病院などに拘禁する処分（刑事訴訟法第167条）
拘置（マスコミ用語）
勾留と同義
留置
逮捕された者の身柄を捜査官が留置場や拘置所に拘束する行為

### 刑事裁判において有罪判決が確定した者に対する身柄拘束
拘置（正式）
自由刑（拘留・禁錮・懲役）の執行として、または死刑の執行前の手続として、有罪判決が確定した者を刑事施設に拘禁する行為
拘留
有罪判決が確定した者を1日以上30日未満の範囲で刑務所に拘禁する刑罰
禁錮
有罪判決が確定した者を刑務所に拘禁する刑罰。懲役と異なり、定役に服する必要はない
懲役
有罪判決が確定した者を刑務所に拘禁して、強制的に一定の労役に服せしめる刑罰
労役場留置
罰金又は科料の有罪判決が確定した者のうち、その額を完納できない者を、刑務所または拘置所に付属した労役場に拘禁して、強制的に一定の労役に服せしめる刑罰

## 特殊な手続による身柄拘束
引致
裁判所への出頭を確保するために破産者（破産手続開始申立てがあったときの債務者を含む。）の身柄を強制的に拘束して裁判所に引致する処分（破産法第38条）
受入移送拘禁
日本の刑事手続において証人尋問するために外国における受刑者を外国官憲から引渡しを受けて引き続き拘禁する処分（国際捜査共助等に関する法律第23条第1項）
仮拘禁
犯罪人引渡条約による逃亡犯罪人引渡しのために、逃亡犯罪人の身柄を強制的に拘束して仮に拘禁する処分（逃亡犯罪人引渡法第25条）
仮収容
武力攻撃事態(武力攻撃が発生した事態)において、抑留対象者に該当しない旨の抑留資格認定又は軍隊等非構成員捕虜に該当する旨の抑留資格認定若しくは抑留する必要がない旨の判定に対し被拘束者が捕虜資格認定等審査会に対し資格認定審査請求を行った場合に、抑留資格認定官が発付する仮収容令書により当該審査請求人を捕虜収容所に仮に収容する処分（武力攻撃事態における捕虜等の取扱いに関する法律第15条第1項及び同法第17条第5項の規定により準用する同法第15条第1項）
監置
裁判所の職務の執行を妨害し若しくは裁判の威信を著しく害した者を拘禁する制裁処分（法廷等の秩序維持に関する法律第2条）
鑑定入院
鑑定などのために医療観察法対象者を医療機関に入院・在院させる処分（心神喪失等の状態で重大な他害行為を行った者の医療及び観察等に関する法律第34条第1項）
共助刑の執行
外国において外国刑の確定判決を受けている日本人受刑者を日本に移送して刑事施設に拘禁する（国際受刑者移送法第16条）
勾引
裁判所への出頭を確保するために被告人や証人などの身柄を強制的に拘束して裁判所に引致する処分（刑事訴訟法第73条、第135条、第152条、民事訴訟法第194条）
拘禁
犯罪人引渡条約による逃亡犯罪人引渡請求があったとき、引渡しのために、逃亡犯罪人の身柄を強制的に拘束して拘禁する処分（逃亡犯罪人引渡法第5条）
拘束
- 裁判所の職務の執行を妨害し若しくは裁判の威信を著しく害した者の身柄を強制的に拘束する処分（法廷等の秩序維持に関する法律第3条第2項）
- 遭難船舶の救護に際して暴行をした者の身柄を強制的に拘束する市町村長の措置（水難救護法第7条第2項）
- 航空機内の秩序若しくは規律の維持のために、航空機内において安全阻害行為をし又はしようとしている者の身柄を強制的に拘束する機長の措置（航空法第73条の4第1項）
- 航空機内において行われた犯罪等に関し機長から受け取った者について逃亡犯罪人引渡法の規定による引渡しに係る犯罪に該当する行為をしたことを疑うに足りる相当な理由がある場合に拘束する処分（航空機内で行なわれた犯罪その他ある種の行為に関する条約第十三条の規定の実施に関する法律第7条第1項）
- 武力攻撃事態(武力攻撃が発生又はその発生の明白な危険が切迫している事態)又は存立危機事態(我が国と密接な関係にある他国に対する武力攻撃が発生し、我が国の存立が脅かされる明白な危険がある事態)において、抑留対象者に該当すると疑うに足りる相当の理由がある者を拘束する行為（武力攻撃事態及び存立危機事態における捕虜等の取扱いに関する法律第4条）

収監
自由刑又は死刑の執行のため刑の言渡しを受けた被拘禁者（逃走した者を含む。）を刑事施設に引致する処分（刑事訴訟法第489条）
収容
- 観護措置のために少年を少年鑑別所に拘禁する処分（少年法第17条第2項）
- 少年を少年院に拘禁して矯正教育を受けさせる保護処分（少年法第24条第1項第3号）
- 売春防止法に違反した女子を婦人補導院に拘禁して更生のために補導を受けさせる処分（売春防止法第17条、第22条）
- 退去強制のために外国人を拘禁する処分（出入国管理及び難民認定法第39条）

連戻し
逃走した少年院収容者（少年院収容受刑者を除く。）の身柄を強制的に拘束して少年院に再収容する処分（少年院法第14条）
同行
- 家庭裁判所への出頭を確保するために少年や保護者などの身柄を強制的に拘束して家庭裁判所に連行する処分（少年法第13条）
- 裁判所への出頭を確保するために医療観察法対象者の身柄を強制的に拘束して裁判所に連行する処分（心神喪失等の状態で重大な他害行為を行った者の医療及び観察等に関する法律第28条）

医療観察法入院処遇
医療を受けさせるために心神喪失等の状態で重大な他害行為を行った者を医療機関に入院させる処分（心神喪失等の状態で重大な他害行為を行った者の医療及び観察等に関する法律第43条）
措置入院，緊急措置入院，医療保護入院，応急入院，任意入院（退院制限を受けた場合）
医療及び保護のために精神障害者を病院に入院させる措置（精神保健及び精神障害者福祉に関する法律第29条第1項、第29条の2第1項、第33条第1項、同第3項、同第4項後段、第33条の7第1項、同第2項後段、第21条第3項、同第4項後段）
入所
指導を行い自立を支援するために、児童を児童自立支援施設に入所させる措置（少年法第24条第1項第2号）
保護
無断退去して行方不明になった精神病院入院者を発見したときの保護（精神保健及び精神障害者福祉に関する法律第39条第2項）
抑留
武力攻撃事態(武力攻撃が発生又はその発生の明白な危険が切迫している事態)又は存立危機事態(我が国と密接な関係にある他国に対する武力攻撃が発生し、我が国の存立が脅かされる明白な危険がある事態)において、抑留資格認定官による抑留資格認定又は捕虜資格認定等審査会の裁決に基づき発付される抑留令書により抑留対象者を捕虜収容所に収容する処分（武力攻撃事態及び存立危機事態における捕虜等の取扱いに関する法律第16条第5項、第121条第2項及び第3項）